# Moór Artúr
Moór Artúr Elemér (Budapest, 1923. január 8. – Sopron, 1985. augusztus 26.) magyar matematikus, egyetemi tanár. A matematikai tudományok kandidátusa (1956), a matematikai tudományok doktora (1964).

## Életpályája
Szegeden érettségizett. 1947-ben diplomázott a Szegedi Tudományegyetem matematika-fizika szakán. Tanulmányait a háború és a hadifogság megszakította. Tagja volt az Eötvös Kollégiumnak; ahol Kalmár László tanította. Az egyetemen is kiváló professzorai voltak: Riesz Frigyes, Haar Alfréd, Kerékjártó Béla, Szőkefalvi Nagy Gyula. Öt évig Szarvason (1947–1950) és Debrecenben középiskolai tanár volt (1950–1952). 1953-tól Varga Ottó aspiránsa volt a Debreceni Egyetemen. 1956–1968 között a Szegedi Tudományegyetem tanára volt. 1968-ban kinevezték a soproni Erdészeti és Faipari Egyetem professzorává; 1985-ig ott dolgozott.

### Munkássága
Tudományos munkássága rendkívül gazdag; 103 értekezése jelent meg nyomtatásban, főleg németül, többségük külföldi folyóiratokban. Egyik legkiválóbb tagja volt a Varga Ottó vezetésével kialakult debreceni differenciálgeometriai iskolának. Vizsgálataival nemzetközi téren is nagy tekintélyt szerzett, a japán Tenzor Társ. tagjai közé választotta. Főleg a Riemann- és Finsler-geometria kötötte le érdeklődését. A modern differenciálgeometriának szinte minden területén (Weyl, Cartan, Otsuki stb. terek) figyelemre méltó új eredményeket ért el. Foglalkoztatta a modern fizika térelmélete is, több értekezése jelent meg erről a problémakörről. Néhány tanítványa ismert kutató lett; folytatta az általa végzett vizsgálatoknak. Két cikluson át tagja volt a Magyar Tudományos Akadémia Matematikai Szakbizottságának, a Bolyai János Matematikai Társulatban a soproni tagozat elnökeként igen eredményes munkát végzett.

## Magánélete
Felesége, László Piroska középiskolai tanár volt. Házasságukból egy leánygyermek született: Edit.
Temetése a Rákoskeresztúri temetőben történt.

## Művei
- Vizsgálatok általános metrikus terekben (1955)
- Matematika 1. (1970)
- Matematika 2. (1973)
- Matematikai képletgyűjtemény (1973)
- Matematika 1-2. (1977)
- Matematika 3-4. (1978)
- Alkalmazott matematika gazdasági szakmérnökök részére (1981)
- Matematika (1984)